# 베를린 할렌제역
베를린 할렌제역(Bahnhof Berlin-Halensee)은 베를린 샤를로텐부르크빌머스도르프구 할렌제에 있는 베를린 순환선의 철도역이다. 역 북쪽의 연결선을 통해서 베를린 도심선과도 연결된다. 쿠르퓌르스텐담의 서쪽 끝에 있으며, 300 m 서쪽으로 라테나우 광장(Rathenauplatz)이 위치해 있다. 1980년 서베를린 S반 파업 당시 신호소 점거의 현장이기도 했다.
S반 승강장 동쪽으로 인상선 및 유치선이 설치되어 있다.

## 역사

### 초기
베를린 순환선의 쇠네베르크에서 모아비트 구간 건설 당시인 1877년 11월 15일에 개업했다. 당시 역은 현재 승강장의 남쪽인 인상선 부지에 위치해 있었으며 그루네발트(Grunewald)역으로 불렸다. 1884년에는 당시 승강장이 철거 및 북쪽으로 이설되어 4선 규모의 인상선이 건설되었다. 총 2면의 승강장이 건설되어 베를린 순환선 및 연결선을 통한 베를린 도심선 열차도 취급했다. 이 과정에서 할렌제역으로 개칭되었고, 베를린-블랑켄하임선의 훈데켈레(Hundekehle)역은 그루네발트역으로 개칭되었다. 쿠르퓌르스텐담 도로에 인접한 새로운 대합실이 건설되었다.

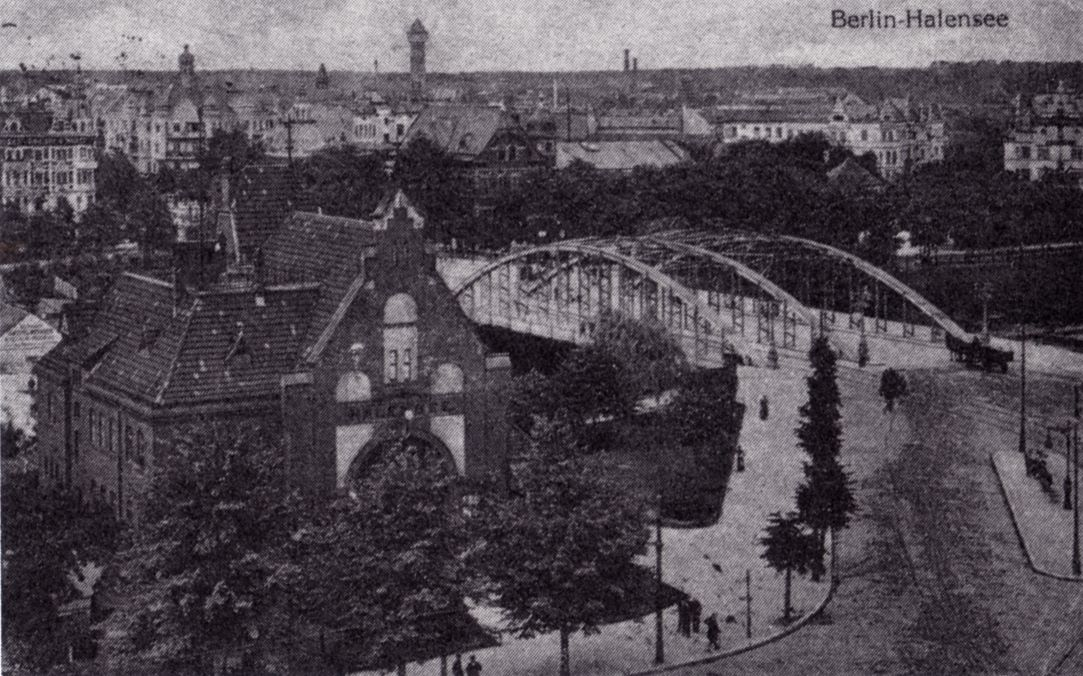
할렌제역, 1900년

역 대합실 건물은 네오로만 양식 2층 벽돌 건물로 건설되었다. 역 북서쪽 끝에 있으며 쿠르퓌르스텐담 및 인접한 제세너 슈트라세(Seesener Straße) 방면으로 출구가 개설되었다. 대합실에서 A 승강장 및 B 승강장으로 이어지는 통로에는 유리 지붕이 건설되어 있었다. 승강장 지붕은 베를린 순환선의 다른 역과 비슷하게 건설되었고, 당시 건축 양식은 프렌츨라우어 알레역 등에 보존되어 있다. 인상선은 역 남쪽으로 이어지며, 역 북쪽에서는 순환선과 도심선 연결선이 분기된다.
1928년 11월 6일부터 전동차가 운행하기 시작했다. 전동차 운행을 위해서 신호기가 개수되었고 승강장 높이도 960 mm로 높아졌다. 당시의 열차군은 전체 순환선 및 남부 순환선 연결선을 운행하는 A 열차군, 베를린 말스도르프역에서 동방철도 및 도심선을 통해서 순환선으로 진입한 다음 노이쾰른-바움슐렌베크 연결선을 통해서 베를린-괴를리츠선의 그뤼나우역까지 운행하는 G 열차군이 있었다. 일요일에는 전체 순환선 구간을 운행하는 E 열차군이 운행했다.
1930년대 세계수도 게르마니아 계획에서 순환선은 대규모로 확장 공사가 진행될 예정이었다. 베스트크로이츠역 일대에 새로 건설될 베를린 서역과 순환선이 새롭게 연결될 것을 가정하고 할렌제역은 서쪽에 단선 승강장이 추가로 건설될 예정이었다. 그러나 이는 계획에서만 끝났다. 제2차 세계 대전 당시 연합군에 의한 베를린 폭격으로 역사 건물이 파괴되었다. 건물의 잔해는 약 15년간 유지되어 있었으며, 역 승강장 통로로 사용되었다.
베를린 내각의 결의로 할렌제교(Halenseebrücke)를 새로 건설하기로 하면서 1958년에 남아 있었던 과거 대합실 건물이 철거되었고, 1960년대에 다시 건축되었다.

### S반 보이콧과 국영철도 파업

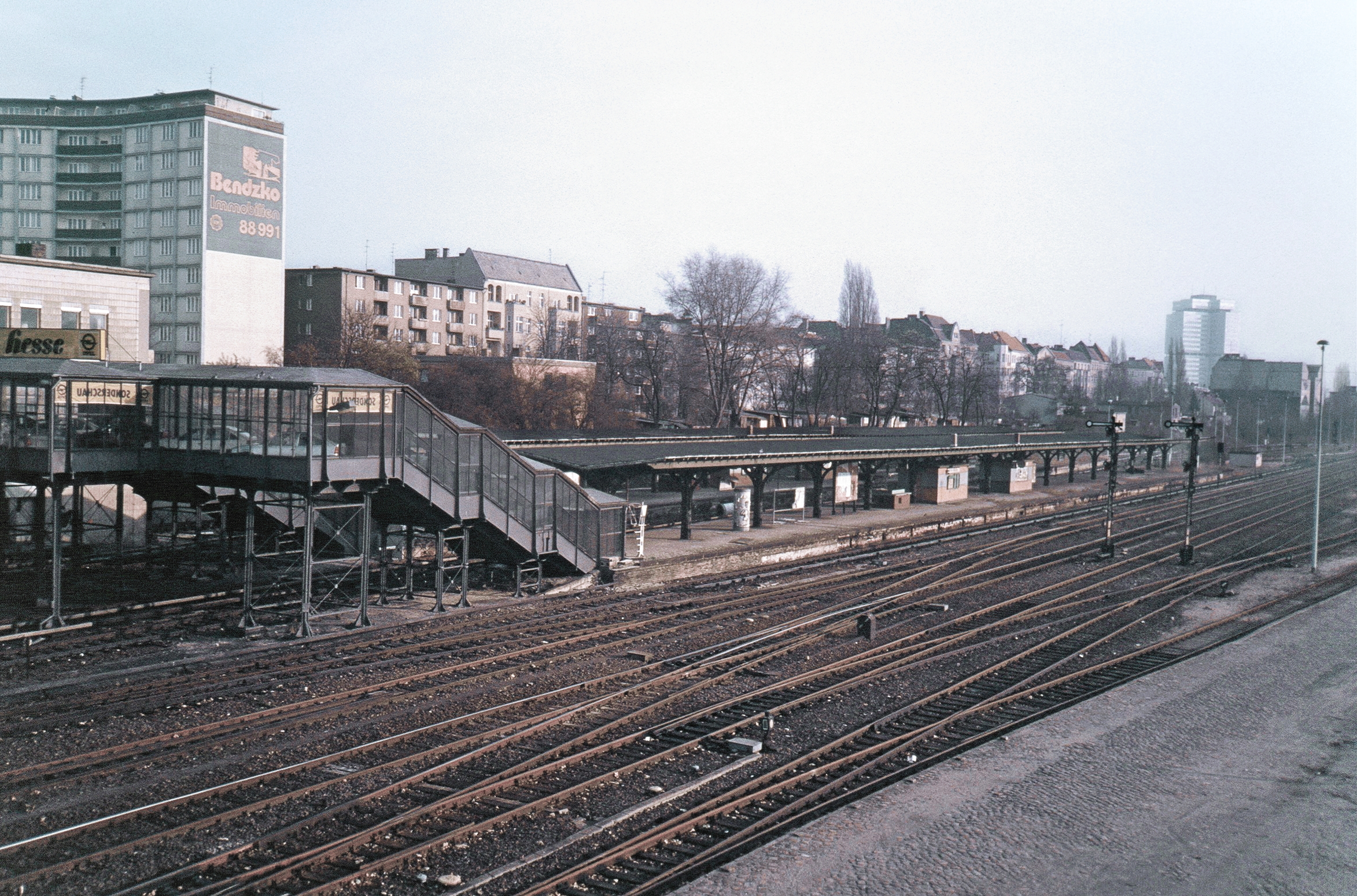
영업을 중단한 S반역, 1986년

1961년 8월 13일에 베를린 장벽이 건설되고, 4일 후에는 독일노동조합총연맹과 당시 베를린 시장 빌리 브란트가 S반 보이콧을 촉구했다. 약 40만 명의 승객이 S반에서 다른 대중교통 수단으로 이동했으며, 동독과의 단절도 승객 수 감소에 영향을 주었다. 보이콧이 진행 중일 때에도 독일국영철도에서는 A 열차군의 배차 간격을 1980년까지 종전 그대로 유지했다. 1976년 5월부터는 존넨알레역과 쾰니셰 하이데역 방면 열차가 교대로 진입했다. 이와 동시에 G 열차군(프리드리히슈트라세-쾰니셰 하이데)의 운행이 중단되었다.
1977년 5월부터 1980년 파업 이전까지 베를린 동물원역부터 존넨알레역(이후 게준트브루넨 착발로 변경)까지를 운행하는 C 열차군이 운행했다.
승객 수가 급격하게 감소하면서 독일국영철도에서는 운행을 축소했으나, 운행 축소 만으로는 연간 1억 2000만-1억 4000만 서독 마르크에 달하는 적자를 감당할 수 없었다. 이에 따라서 인력 감축이 진행되었고, 계속 남아 있었던 서베를린의 독일국영철도 노동자들은 인력 감축으로 인한 업무량 증가와 다른 서독 기업체에 비하여 적은 임금에 대해서 불만을 제기하기 시작했다. 1980년 9월에 독일국영철도에서 추가 비용 절감 조치를 예고하면서 9월 15일에 첫 파업이 시작되었다. 이틀 후인 9월 17일에 파업은 정점에 달해서 서베를린의 전체 S반 운행이 중단되었다. 독일국영철도 노동자들은 역의 신호소를 점거했다. 열차 기관사도 주 차단기를 제거하여 더 이상 열차가 운행할 수 없도록 조치했다.
신호소는 독일국영철도의 관할에 있었기 때문에 서베를린 경찰이 진입할 수 없었다. 9월 22일에 서베를린의 독일국영철도 노동자와 영국 육군으로 구성된 철도경찰이 출동한 후에야 신호소를 진압할 수 있었다. 파업 참가자 8명은 체포되었다. 3일 후인 9월 25일에 신호소 점거가 해제되고 복구가 완료되었다. 순환선 운행은 이때부터 중단되었으며, S반 운행은 도심선 및 남북 S반선과 그 접속 노선으로 축소되었다.

### 재개통

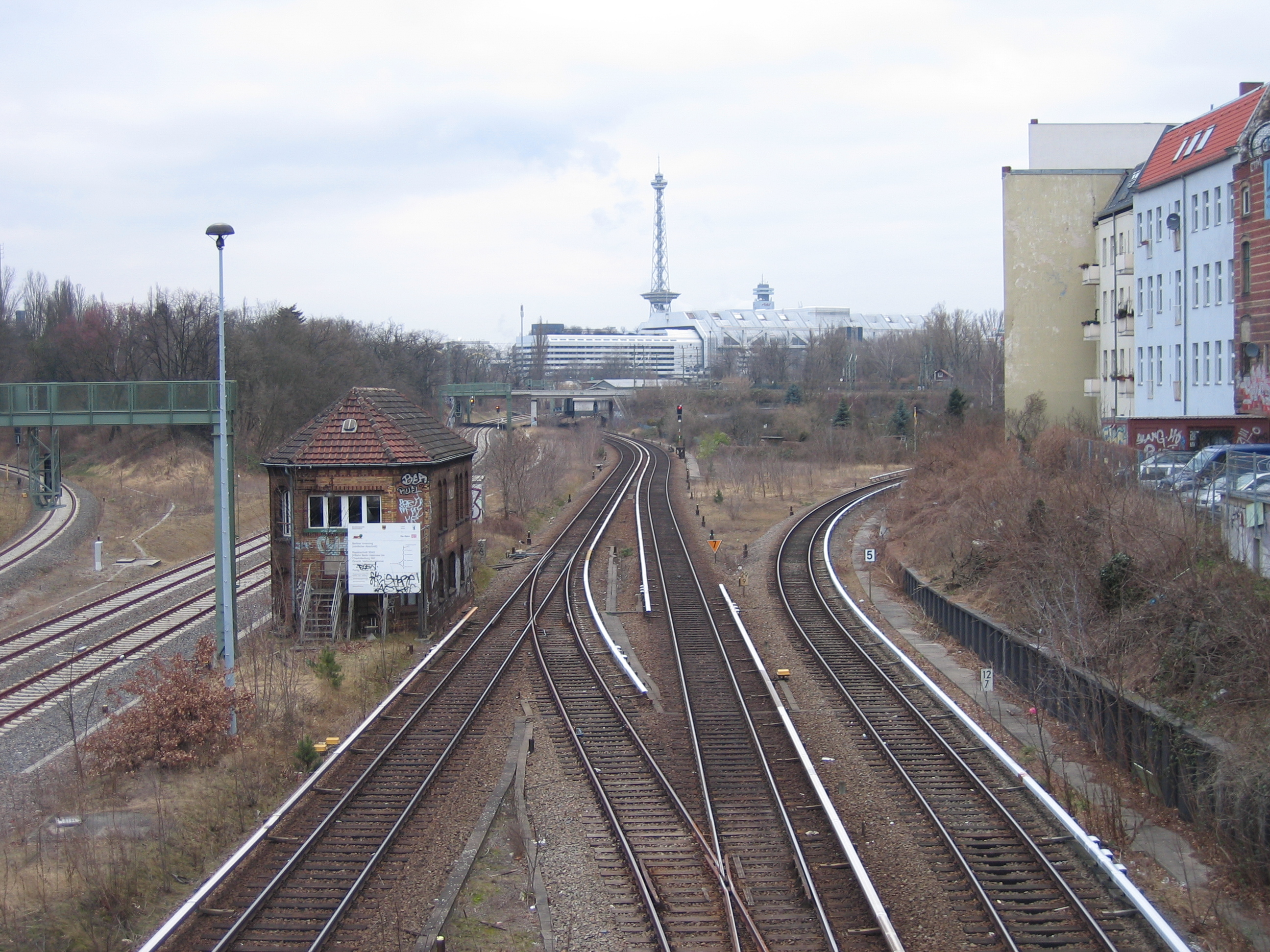
Hal 신호소(왼쪽)와 도심선 연결선(오른쪽), 2008년

S반 영업 중지 이후로 역 규모가 축소되었다. 대합실 건물과 유리 지붕이 있는 통로는 1985년부터 자동차 전시장으로 사용되었다가 1993년에 철거되었다. 이 시기에 노선 재영업에 관한 여러 의견이 제시되었다. 철도 노선 재건설을 위해서 순환선과 병주하는 아우토반 100호선 위로 S반 노반을 이설하여 복층 터널 형태로 건설하고, 과거 노반이 있었던 자리에는 1400-1600호 규모의 주택을 건설할 계획이 있었다. 그러나 투자자를 유치하지 못해서 이 계획은 취소되었다.
1989년에는 1991년까지 순환선 영업을 재개하기로 결정되었다. 베스트엔트-쇠네베르크 구간이 먼저 개통될 예정이었다. 이 시기에 독일이 통일되면서 순환선이 바움슐렌베크 방면으로 다시 연결되었다. 재개업 준비 과정에서 역이 개보수되었다. 도심선 연결선은 단선으로 복구되었고 정규 운행에는 사용하지 않을 예정이었기 때문에 승강장이 1면으로도 충분했고, 과거의 A 승강장은 철거되었다. 남아 있는 승강장은 재건축되었고, 엘리베이터가 새로 설치되었다. 과거 인상선 부지로 노선 본선이 이설되었기 때문에 남부 인상선은 1선으로 축소되었다. 노선 재개통 직전에 구 대합실 건물이 건축 상태로 인하여 철거되었고, 해당 부지는 지금도 공지로 남아 있다. 1993년 12월 17일에 할렌제역이 재개통되었다.
2015년 말부터 1인 승무를 위한 ZAT-FM이 도입되었다.
추가 승강장 건설 부지가 유지되어 있고 역 시설은 일부만 재건축되었지만, 추가 건설 계획이나 할렌제 일대의 선로 복개 계획은 없다.

## 화물역

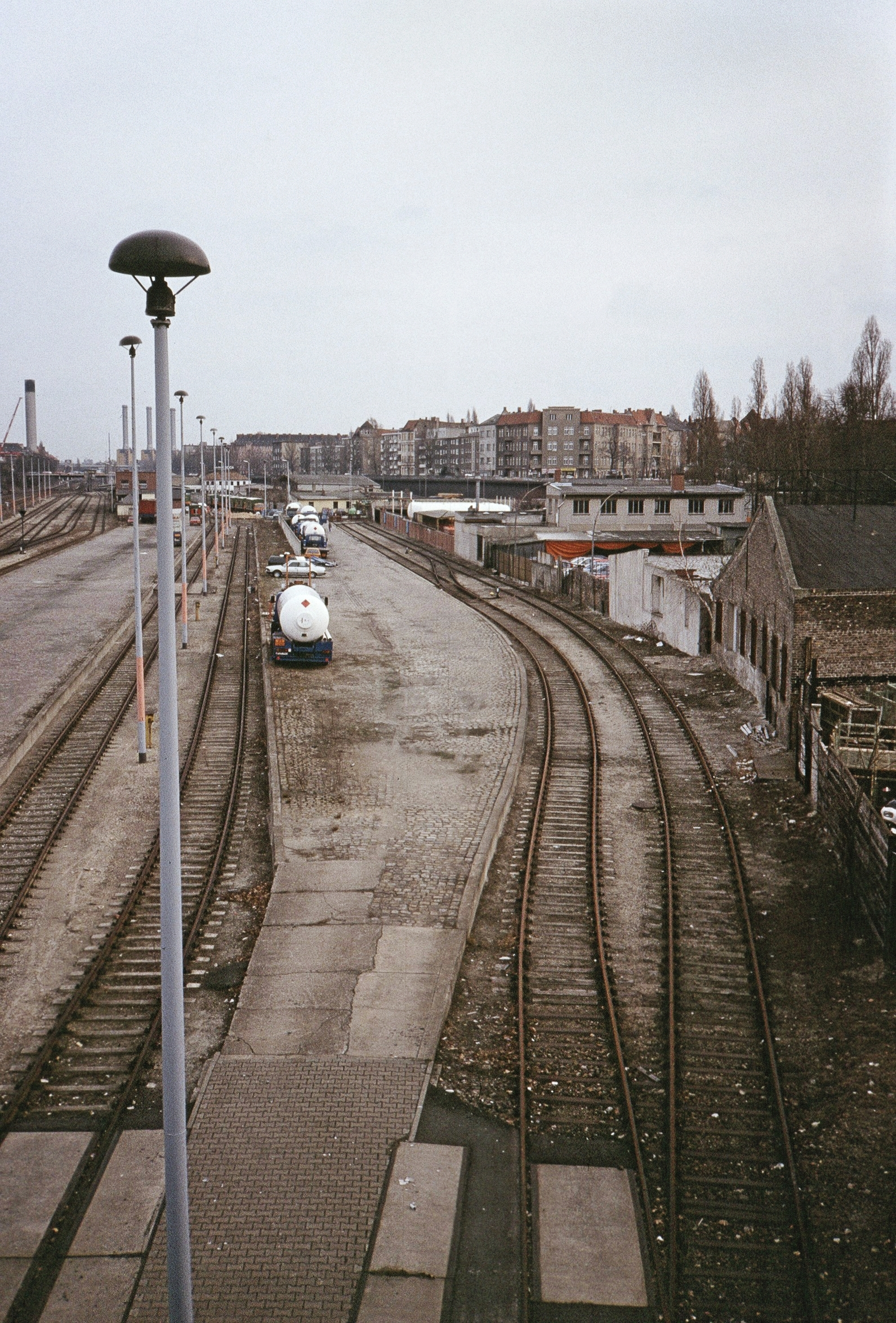
할렌제 화물역, 1989년

S반 승강장 남서쪽 순환선의 화물선 상에 할렌제 화물역이 설치되어 있다. 1990년대까지는 8선 규모로 영업했고, 과거 화물역 부지의 일부는 재개발되었다. 2010년 여름부터 부지 정리가 진행된 후, 2013년에는 40,000 m² 규모의 바우하우스 매장이 설치되었다.
1913년 6월 2일 반제역에서 슈탄스도르프역 방면 노선이 개통했다. 슈탄스도르프역은 묘지와 연결되어 있었고, 베를린에서 수송된 시신이 슈탄스도르프역의 전용 승강장으로 이송되어 무덤으로 운반되었다. 베를린 쪽의 시신 출발역은 할렌제 화물역에 설치되었다.
과거 화물역에서 순환선 장거리선의 그루네발트 경유 베를린-블랑켄하임선 방면으로의 연결선이 분기된다.

## 인접 철도역
베를린 버스 X10, 143, M19, M29번과 환승 가능하다.
| 베를린 S반                     | 베를린 S반 | 베를린 S반                              |
| ------------------------------ | ---------- | --------------------------------------- |
| 호엔촐레른담 반시계방향 순환   | S41 · S42  | 베스트크로이츠 시계방향 순환            |
| 베스트크로이츠 베스트엔트 방면 | S46        | 호엔촐레른담 쾨니히스 부스터하우젠 방면 |

## 참고 문헌
- Berliner S-Bahn Museum, 편집. (2002). 《Strecke ohne Ende. Die Berliner Ringbahn》. Berlin: Verlag GVE. ISBN 3-89218-074-1.